# Émpata
Émpata (Manuel de la Rocha) es un personaje Español, un mutante que aparece en los cómics del Universo Marvel.

## Historia publicada
Émpata fue creado por Chris Claremont y Sal Buscema y apareció por primera vez en The New Mutants # 16-17 (junio-julio de 1984) como miembro de los  Infernales originales de Emma Frost.
El personaje aparecerá posteriormente en The Uncanny X-Men #193 (mayo de 1985), Firestar #2-4 (abril–junio de 1986), The New Mutants #26 (abril de 1985), The Uncanny X-Men #193 (mayo de 1985), The New Mutants #28 (junio de 1985), #31 (septiembre de 1985), Firestar #2-4 (abril–junio de 1986), The New Mutants #38-40 (abril–junio de 1986), #43 (septiembre de 1986), #53-54 (julio–agosto de 1987), #56 (octubre de 1987), #62 (abril de 1988), The New Mutants Annual #4 (1988), The New Mutants #81 (noviembre de 1989), The Uncanny X-Men #281 (octubre de 1991), The New Warriors #31 (enero de 1993), #45-46 (marzo–abril de 1994), X-Force #32-34 (marzo–mayo de 1994), X-Universe #1-2 (mayo–junio de 1995) by Scott Lobdell and Terry Kavanagh, X-Treme X-Men #31-35 (noviembre de 2003-enero de 2004), The X-Men: 198 Files (marzo de 2006) by Eric J. Moreels, Marc-Oliver Frisch, and Brian E. Wilkinson, X-Men: The 198 #1-5 (marzo–julio de 2006), and The Uncanny X-Men #500-501.
Émpata apareció como parte de la entrada "Infernales" en el Official Handbook of the Marvel Universe Deluxe Edition #5.

## Biografía ficticia del personaje

### Infernales
Manuel de la Rocha nació en Castilla, España. Es un mutante que asistió a la escuela en la Academia de Massachusetts, donde fue uno de los primeros estudiantes de la entonces villana,  Reina Blanca. Alumnos de Frost, que eran conocidos como los Infernales, rivales de los estudiantes de Charles Xavier, los Nuevos Mutantes. A Manuel le gustaba tanto Frost que durante la noche intentó entrar en su mente pero ella lo detectó al instante decidiendo enseñarle todo acerca de ella. De la Rocha la describió como que era tan fría como el hielo. Fue uno de los pocos Infernales, junto con  James Proudstar,  Amara Aquila y  Angelica Jones en sobrevivir al ataque del villano que viaja a través del tiempo, Trevor Fitzroy (aunque su excompañera de equipo,  Tarot, ocasionalmente sería resucitada).
La Reina Blanca utilizará a Émpata para manipular a Magneto para que permitiera que los Nuevos Mutantes se unieran a los Infernales. Esto será fácil pues los Nuevos Mutantes estaban profundamente traumatizados por una energía poderosa llamada El Todopoderoso. Durante el transcurso de este plan, se encontró con dos de los aliados de Xavier, Tom Corsi y Sharon Friedlander. Aprovechó la oportunidad para atacarlos mentalmente, cambiando una sutil atracción a un obsesivo deseo sexual entre los dos. Ellos aparecerían varios días después gravemente traumatizados.
Durante su permanencia en los Infernales, de la Rocha conoció y se enamoró de Amara Aquila, la Nuevo Mutante conocida como Magma. Aquilla finalmente salió de su equipo y se convirtió en un miembro de los Infernales para poder estar cerca de él y este incluso la acompañó de regreso a su casa en Nova Roma. El romance terminó, sin embargo, cuando Aquila empezó a sospechar que él estaba usando sus poderes para controlar sus emociones, algo que terminó siendo cierto. Cuando se descubrió que la colonia de Nova Roma era una creación de la bruja  Selene, Émpata usó sus habilidades durante un tiempo para convencer a Magma de que eso er un bulo. Esto creará un vínculo de desconfianza entre los dos que nunca se romperá.

### Corporación X
Más tarde, se unió a la Corporación X donde se convirtió en el director de Comunicaciones para la Delegación de Los Ángeles junto con su antiguo amor Magma. Sin embargo, después del Día M,  Cíclope ordenó el cierre de esta sede para destinar mejor los recursos disponibles en la protección de sus miembros y aliados. Émpata fue uno de los pocos mutantes que mantendrán sus poderes tras los hechos de  Dinastía de M.

### Día M
Después del Día M, Emma Frost manda a este inmediatamente a buscar a Magma, que destrozada por la muerte de su novio debido a la pérdida de poderes, había destruido un pueblo  sudamericano. Manuel se quedó en el  Instituto Xavier junto con algunos de Los 198, sin embargo su historia compartida con Magma la hace sospechar de que él todavía está jugando con sus emociones. Más tarde, cuando Johnny Dee utiliza sus poderes para controlar a Amara y a  Sanguijuela para que maten a Mr.M, Magma se dará cuenta de que alguien estaba controlándola y pensando que es Émpata, lo culpa a él.

### Destino Manifiesto
Manuel reaparece en  San Francisco liderando un nuevo grupo de humanos normales que se hacen llamar Hellfire Cult y que están llevando a cabo ataques violentos contra los mutantes, a pesar de él que conserva sus poderes. Sin embargo parece estar bajo el control de una misteriosa mujer llamada la  Reina Roja, con quien comparte una relación sexual basada en el S&M. Ella le pregunta acerca de Emma Frost y luego aparece telepáticamente como ella para dominarlo sexualmente. Cuando los X-Men descubren la base del Hellfire Cult, esta huye dejándolo atrás.
Émpata enloquece y sus poderes parecen estar fuera de control. Mientras era perseguido por varios X-Men, los dominará hasta que aparezca  Hada y lo golpee salvajemente. Ella luego lo apuñala en la cabeza con su Daga del Alma lo que debilita sus poderes y lo ciega. Se encuentra recluido en cuartos carcelarios en la sede de los X-Men frustrado por su estado y furioso contra ellos. A pesar de esto y de los actos que ha cometido en contra de sus amigos y ella misma, Amara se apiada de él; la suya es la única compañía que acepta.
Más tarde se reveló que Manuel estaba destinado a ser un caballo de Troya, cuyos poderes rejuvenecidos anularon a muchos X-Men mientras que la Reina Roja y la Hermandad robaba un medallón de pelo de  Jean Grey. Hada luego le atacó de nuevo con su daga, destrozando su conciencia.

### Necrosha
Émpata es trasladado a la nueva prisión en  Utopía, hecha con el Asteroide M, junto a  Sebastian Shaw y  Donald Pierce. Estaba atrapado en una ilusión psíquica donde él está con Amara, hasta que la ilusión se hace añicos cuando los secuaces de  Selene aparecen en la costa de Utopía.

## Poderes y habilidades
Posee la habilidad psiónica para detectar y manipular las emociones de los demás. Él puede controlar a grandes grupos de personas a la vez y puede ejercer diferentes niveles de control empático sobre ellos, que van desde las manipulaciones sutiles que los otros generalmente desconocen a una completa negación de las emociones que los reduce a un estado zombi con en el que puede manejarlos con poco esfuerzo. Su poder funciona a través de sus propias ondas cerebrales anulando las partes del cerebro que regulan la emoción en los demás.

## Otras versiones

### Era de Apocalipsis
En la realidad de la Era de Apocalipsis, Émpata fue tomado como rehén por Mikhail Rasputin, que une al joven mutante a un sistema informático con el fin de ampliar sus habilidades empáticas para controlar a la población humana de Eurasia. Esto provocó a Manuel una increíble agonía y cuando su vigilante, Keeper Murdock (la versión de la Era de Apocalipsis de Daredevil), lo tocó accidentalmente, Murdock se dio cuenta del horrible dolor que el joven estaba padeciendo y acabó con su vida.